# Čeněk Adamec
Čeněk Adamec (19. listopadu 1916 Padochov – 12. října 1997 Praha) byl český sociolog. Byl i spisovatelem, teoretikem, překladatelem a metodikem. Angažoval se především v demoskopii, což mu umožnilo spoluzaložení Ústavu pro výzkum veřejného mínění.

## Životopis

### Do roku 1939
Adamec se narodil v Padochově u Ivančic 19. listopadu 1916 do rodiny Masarykovců, což značně ovlivnilo jeho životní zaměření. Studoval na gymnáziu v Ivančicích a v Brně (maturoval 1935) a události této doby, obzvlášť útěk Čechů z pohraničí před řáděním henleinovců, ho přiměly ke studiu na Vysoké škole obchodní v Praze. V roce 1939 se seznámil s Janem Mertlem a stal se jeho pomocnou vědeckou silou. Díky tomu se stal kromě Mertla jediným zaměstnancem Ústavu sociologie a politické vědy. Po složení závěrečných zkoušek a po pohřbu Jana Opletala se rozhodl vstoupit do československé zahraniční armády ve Francii.

### Po roce 1939
Po zdařilé cestě přes Slovensko zažil svůj první pobyt v žaláři v Maďarsku. Zanedlouho se Adamec pokoušel vypravit z kasáren cizinecké legie do Marseille, kde byl uvězněn podruhé. V červenci byla jeho jednotka evakuována do Anglie a v armádních službách zůstal až do konce války. I přes svoji službu u dělostřelecké baterie si našel čas ke studiu zpráv z Britského ústavu pro výzkum veřejného mínění. Seznámil se též s činností Mass-Observation a s gallupovským Public Opinion Quarterly. Díky novým poznatkům a tříměsíční stáži u Gallupa v USA byl pozván v roce 1946 ke spolupráci v Československém ústavu pro výzkum veřejného mínění (předchůdce nynějšího Centra pro výzkum veřejného mínění). Po ukončení činnosti ČÚVVM v roce 1950 využil své zkušenosti a znalosti v oblasti zdravotní výchovy a racionální výživy. Krátce po Pražském jaru v r. 1967 se podle usnesení KSČ při ČSAV obnovil i výzkum veřejného mínění, takže se Adamec opět mohl v této oblasti angažovat. Bohužel ani druhý pokus na obnovu ústavu pro výzkum veřejného mínění nevydržel dlouho a Adamec odešel do důchodu. Při třetí obnově ústavu (Institut pro výzkum veřejného mínění) působil krátce jako jeho ředitel. Zemřel 12. října 1997 v Praze.

## Kariéra

### Ústav pro výzkum veřejného mínění
Po skončení války spisovatel Josef Kopta Čeňka Adamce přizval, aby v rámci Ministerstva informací pomohl vybudovat první Ústav pro výzkum veřejného mínění (ÚVVM). Při jeho realizaci spolupracoval např. s doktorem Bohušem Pospíšilem nebo pozdější manželkou Květoslavou Spurnou. Ústav se nesl v duchu filozofie T.G. Masaryka a zásluhou Čeňka Adamce v něm byla zavedena Gallupovská metodologie, díky níž získal ÚVVM možnost spolupracovat i se zahraničními kolegy, např. z Anglie a Francie. Čeněk Adamec se také významně podílel na budování a školení tazatelské sítě a sám analyzoval podstatnou část provedených šetření. V ústavu působil jako výkonný redaktor časopisu Veřejné mínění, kde veřejnosti podával informace o svých výzkumech. Svou výzkumnou prací výrazně přispěl k úspěšnému chodu ústavu, což se projevilo poprvé již v roce 1946, kdy se povedlo téměř přesně předpovědět výsledky svobodných voleb. Když však předběžný průzkum voleb pro rok 1948 odhalil prudký propad KSČ, zabavila veškeré dotazníky a materiály zásahová jednotka ministerstva vnitra, pracovníci ÚVVM byli propuštěni, a nakonec byla roku 1950 činnost ústavu ukončena. Čeněk Adamec byl navíc spolu s řadou jeho kolegů zatčen, při čemž někteří byli odsouzeni i k trestu smrti.[zdroj?]

### Pokusy o jeho obnovu
Díky protežování sociologie v Sovětském svazu nakonec došlo v polovině šedesátých let k částečné obnově sociologických institucích, včetně ÚVVM v rámci Sociologického ústavu ČSAV. Ředitelka dr. Jarmila Zapletalová nabídla Čeňku Adamcovi vedoucí post výzkumného a tazatelského oddělení a Adamec její nabídku přijal. Sepsal významnou Příručkou pro tazatele ÚVVM ČSAV, začal zpracovávat metodologické články pro Sociologický časopis a snažil se o obnovení mezinárodních styků. Především kvůli jeho opětovné angažovanosti se povedlo získat data z více než 60 šetření, která mapovala současné politické názory dotazovaných (např. postoj k Akčnímu programu nebo k okupaci), ale i další významná společenská témata. Zapojení ústavu do politické scény se však stalo opět osudným, činnost ústavu byla omezena a po nástupu normalizace byl ÚVVM přeřazen pod Federální statistický úřad a Adamec musel odejít do důchodu.
Po třetím otevření ÚVVM se stal ve svých 74 letech Čeněk Adamec jeho ředitelem, ale ve funkci působil jen několik měsíců, působil zde především jako mentor svých mladých kolegů.

## Dílo
- Šarlatáni včera a dnes (1956) – kniha rozebírá alternativní metody léčby, které v minulosti praktikovali potulní léčitelé, mastičkáři a bylinkáři. Jak ale autor uvádí, drtivá většina z nich byli prostí šejdíři, kteří využívali nemoci, strachu a slabosti ostatních ke svému prospěchu. Za zázračné přípravky si totiž často účtovali i celé jmění postiženého. Kniha podrobně popisuje jejich práci, historický vývoj a představuje některé významné zástupce.[2]

- Strava jako lék (1991) – kuchařka na téma Jáhly, kroupy, ovesné vločky, pohanka a sója v naší kuchyni.[3]